# Мирослав Шкоро
Мирослав Шкоро (Осијек, 29. јул 1962) хрватски је певач и политичар. Садашњи је потпредседник Хрватског сабора и председник десничарског Домовинског покрета. Његов тип музике је тамбурица. Имао је више дуета, од којих је најпознатији с Марком Перковићем Томпсоном у песми Реци, брате мој.

## Младост
Мирослав Шкоро је рођен 29. јула 1962. године у Осијеку, у тадашњој СР Хрватској, те ФНР Југославији. Дипломирао је на Вишој грађевинској школи Универзитета Ј. Ј. Штросмајер у Осијеку. Две године је студирао на Community Colledge of Allegheny County, (САД), где је написао свој први албум Не дирајте ми равницу заједно са тамбурашем Џеријем Грцевићем. Полазник је првог нараштаја Дипломатске академије Министарства спољних послова Републике Хрватске и дипломирао економију на Економском факултету у Осијеку — смјер маркетинг. Своју прву гитару купио је на зиму 1978. године. Радио је као радио новинар.

## Музичка каријера
Својим хитовима попут Не дирајте ми равницу, Шуми, шуми јаворе, Мата, Не вјерује срце памети, Мајко једина те многим другима пуни концертне дворане. Од 1985. године наступа са тамбурашким оркестром Славонски бећари под водитељском палицом Антуна Николића Туће. За време боравка у САД упознаје Џерија (Грцевића) и упознаје нову страст, писање музике и текстова према стандардима традиционалне музике Славоније и Војводине. Након повратка у Хрватску оснива тамбурашки састав Равница и постаје један од најуспјешнијих хрватских композитора.
Од 2001. године Мирослав Шкоро је предсједник управе Кроација рекордс.

## Дипломатска и политичка каријера
Полазник је првог нараштаја Дипломатске академије Министарства спољних послова Републике Хрватске, а од 1995. до 1997. године врши дужност генералног конзула Републике Хрватске у Печују, у Мађарској. У то време, без обзира на дипломатске дужности његов рад на музичком подручју не јењава.
Године 2007. се придружио Хрватској демократској заједници (ХДЗ) и нашао се на изборној листи ове партије, а на крају и изабран за заступника у Хрватском сабору, подневши оставку у новембру 2008. године због незадовољства око тога како хрватски медији третирају политичаре. Исте године се кандидовао на листи ХДЗ-а за градоначелника Осијека, али је убедљиво поражен.
Године 2012. напушта ХДЗ и престаје да се бави политиком.
Шкоро је 23. јуна 2019. најавио кандидатуру за председничке изборе 2019–20. У видео поруци на својој Фејсбук страници, Шкоро је рекао да су потребне промене Устава и да би председник требало да има више овлашћења. Освојио је треће место са 24,45% гласова и није прошао у други круг избора.
Дана 29. фебруара 2020. године, Шкоро је објавио да оснива Домовински покрет, нову ултрадесничарску политичку партију. Ова партија је учествовала на парламентарним изборима у хрватској 2020. године и освојила 10.89% гласова, те 16 заступничких места у Сабору.

### Ставови
Важи за политичара који има проусташке ставове, а залаже се за коришћење поздрава За дом спремни и укидање Самосталне демократске српске странке.

## Приватни живот
Ожењен је Американком Ким Ен Лузаић и са њом има двоје деце. Осим свог матерњег језика, хрватског, прича и енглески течно.

## Наступи

### Златне жице Славоније, Пожега
- Отвор' жено капију, победничка песма, '93
- Кућа на крају села, '93
- Ој, ораје (са Тамбурашким оркестром Равница), '94
- Тајна највећа (дует са Мартом Николин), '96
- Лако ћемо ми (Вече поп песама, дует са Јасмином Сатвросом), '98
- Све од Драве, па до Јадрана, 2002
- Голубица (Вече поп песама), победничка песма, 2005
- Терај жестоко (са Славонским лолама), 2006
- Златна оља мојега дјетињства (дует са Тедијем Спалатом), 2012
- Фењери (Ауреа фест, вече популарне музике), 2014
- Сокак без иена (Вече тамбурашке музике), 2014
- Откључај ми врата (Ауреа фест, вече популарне музике са Мејашима), 2017
- Дај још једну, 2022
- Волим живот, 2023
- Баја, 2024
- Година је превише, 2025

### Мелодије хрватског Јадрана, Сплит
- Човјек сунчани, '94
- Реци, брате мој, 2001

### Сплит
- Чет'ри витра, 2003
- Немој ме заборавит, 2004
- Вриме (Вече Далматински акварели), трећа награда стручног жирија, 2005

### Пјесме Подравине и Подравља, Питомача
- Стари чикл (са Тамбурашким оркестром Равница), '95

### Хрватски радијски фестивал
- Што те имам, мој животе, '99
- Марија де ла Ловрез, 2001
- Мило моје, 2003
- Светиња, 2005
- Шил, дил, дај, 2007
- Срце јако је, 2008
- Домовина, 2009

### Етнофест, Неум
- Птица самица, '99
- Дида, 2001

### Бродфест
- Суде ми, 2003

### Херцеговачки радијски фестивал
- Далеко је кућа моја, 2007

### Међународни фестивал шансоне, Chansonfest, Загреб
- До пакла од неба, 2011

### CMC festival, Водице
- Купила цура мала (дует са Лидијом Баћић), 2013
- Жито расте, 2024

### Фестивал грашевине и пјесме, Кутјево
- Зашто лажу нам у лице, 2013

### Илиџа
- Не вјерује срце памети / Не клепећи нанулама, ревијално вече фестивала, 2023
- Добра мајка (Ревијално вече фестивала Златни микрофон), 2024

## Дискографија
1. Не дирајте ми равницу – 1992.
2. Мирослав Шкоро и Равница – 1993.
3. Ситан вез – 1996.
4. Мирослав Шкоро, уживо – 1998. (Компилација)
5. Птица самица – 1999.
6. Слагалица – 2001.
7. Мило моје – 2003.
8. Светиња – 2005.
9. Све најбоље вол.1 - 2007. (Компилација)
10. Све најбоље вол.2 - 2007. (Компилација)
11. Моје боје - 2008.

## ДВД
1. Мило моје - Дом Спотова — 2003.

## Одликовања
Одлуком председника Републике Хрватске добио је следећа одликовања:
- Ред Данице хрватске с ликом Марка Марулића
- Ред хрватског тролиста
- Споменица домовинске захвалности